# Pablo Cáceres Rodríguez
Pablo Domingo Cáceres Rodríguez (Montevideo, 22 de abril de 1985) es un futbolista uruguayo. Juega de lateral izquierdo y actualmente está sin club. Es hijo del exfutbolista Domingo Rufino Cáceres.

## Trayectoria
Comenzó su carrera en Danubio FC de su país desde 1999 hasta 2005, luego dando un salto al club holandés, Twente Enschede, donde terminó de formarse como jugador. En el año 2006 fichó por el club Alemán MSV Duisburgo  donde jugó 3 temporadas, teniendo excelentes actuaciones, logrando el ascenso a la primera división Alemana. En 2009 vuelve a su país, al club donde lo vio nacer y crecer futbolísticamente, en el mismo jugó media temporada y pasó a Tigre, donde logra consolidarse y tener un buen año.
En el 2011 emigra nuevamente a Europa para unirse al RCD Mallorca, donde tiene su mejor temporada y el equipo balear logra ser la tercera defensa menos vencida después de los dos equipos grandes de la Liga BBVA.
En 2012 fue fichado por el club FC Torino.
En 2015 firma para Atlético Tucumán donde el 8 de noviembre obtiene el campeonato de Primera B Nacional con el club tucumano donde jugó 44 partidos en su totalidad.
Luego de consolidarse el club Tucumano en primera división, logra clasificar por primera vez en la historia a una copa internacional (Copa Bridgestone Libertadores).
En 2017 firma por el club mexicano Puebla .

## Clubes
| Club             | País         | Año         |
| ---------------- | ------------ | ----------- |
| Danubio          | Uruguay      | 2003-2005   |
| Twente           | Países Bajos | 2005-2006   |
| MSV Duisburgo    | Alemania     | 2006-2009   |
| Omonia Nicosia   | Chipre       | 2009        |
| Danubio          | Uruguay      | 2009-2010   |
| Tigre            | Argentina    | 2010-2011   |
| Mallorca         | España       | 2011-2012   |
| Torino           | Italia       | 2012-2013   |
| Rangers de Talca | Chile        | 2013        |
| Tigre            | Argentina    | 2013-2014   |
| Atlético Tucumán | Argentina    | 2014 - 2017 |
| Puebla           | México       | 2017 - 2018 |

## Palmarés
| Título                  | Club             | País      | Año  |
| ----------------------- | ---------------- | --------- | ---- |
| Campeonato Uruguayo     | Danubio          | Uruguay   | 2004 |
| Ascenso a la Bundesliga | MSV Duisburgo    | Alemania  | 2007 |
| Primera B Nacional      | Atlético Tucumán | Argentina | 2015 |